# USS Thatcher (DD-162)
USS Thatcher (DD–162) là một tàu khu trục thuộc lớp Wickes của Hải quân Hoa Kỳ trong giai đoạn Chiến tranh Thế giới thứ nhất, sau được chuyển cho Hải quân Hoàng gia Canada và tiếp tục phục vụ trong Chiến tranh Thế giới thứ hai như là chiếc HMCS Niagara (I-57). Nó là chiếc tàu chiến đầu tiên của Hải quân Hoa Kỳ được đặt tên theo Chuẩn đô đốc Henry K. Thatcher (1806–1880).

## Thiết kế và chế tạo
Waters được đặt lườn vào ngày 8 tháng 6 năm 1918 tại xưởng tàu Fore River của hãng Bethlehem Shipbuilding Corporation ở Quincy, Massachusetts. Nó được hạ thủy vào ngày 31 tháng 8 năm 1918, được đỡ đầu bởi cô Doris Bentley, cháu gái họ của Chuẩn đô đốc Thatcher, và được đưa ra hoạt động vào ngày 14 tháng 1 năm 1919 dưới quyền chỉ huy của Hạm trưởng, Thiếu tá Hải quân Henry M. Kieffer.

## Lịch sử hoạt động

### USSThatcher
Vào ngày 25 tháng 1 năm 1919, Thiếu tá Francis W. Rockwell, người sau này là Tư lệnh Quân khu Hải quân 16 tại Philippines vào lúc nổ ra Thế Chiến II tại Thái Bình Dương, tiếp nhận quyền chỉ huy con tàu. Sau khi hoàn tất việc chạy thử máy, Thatcher hoạt động cùng Hạm đội Đại Tây Dương Hoa Kỳ cho đến mùa Thu năm 1919. Vào lúc diễn ra chuyến bay lịch sử vượt đại dương của chiếc thủy phi cơ hải quân NC-4 vào tháng 5 năm 1919, chiếc tàu khu trục đã phục vụ như cột mốc dẫn đường số 9, một trong số 21 trạm dẫn đường trải dài từ Newfoundland đến quần đảo Azores, giữa các tàu chị em Walker và Crosby. Đang khi giữa biển khơi, chiếc tàu khu trục trợ giúp vào việc định vị bằng mắt thường và vô tuyến cho các thủy phi cơ khi chúng bay ngang bên trên để hướng đến Lisboa, Bồ Đào Nha.
Sau khi hoàn tất nhiệm vụ này, chiếc tàu khu trục, vốn được mang ký hiệu lườn DD-162 từ ngày 17 tháng 7 năm 1920, tiếp tục hoạt động huấn luyện thường lệ ngoài khơi bờ Đông Hoa Kỳ cho đến mùa Thu năm 1921, khi nó đi sang vùng bờ Tây Hoa Kỳ để gia nhập Hạm đội Thái Bình Dương. Nó hoạt động ngoài khơi San Diego, California, tiến hành các chuyến đi thực tập và huấn luyện dọc bờ biển cho đến khi được cho xuất biên chế tại San Diego vào ngày 7 tháng 6 năm 1922.
Thatcher bị bỏ không tại San Diego cho đến mùa Hè năm 1939, khi chiến tranh nổ ra tại Châu Âu do việc Đức Quốc xã xâm chiếm Ba Lan vào ngày 1 tháng 9 năm 1939. Chiếc tàu khu trục được cho nhập biên chế trở lại tại San Diego vào ngày 18 tháng 12 năm 1939 dưới quyền chỉ huy của Hạm trưởng, Thiếu tá Hải quân Henry E. Richter, và tiến hành chạy thử máy và huấn luyện ngoài khơi bờ Tây Hoa Kỳ cho đến khi được điều động sang khu vực Đại Tây Dương vào mùa Xuân tiếp theo. Băng qua kênh đào Panama vào ngày 1 tháng 4 năm 1940, một tháng trước khi tình hình tại châu Âu trở nên tồi tệ khi chiến lược tấn công Blitzkrieg của Đức nhanh chóng áp đảo nước Pháp và Hà Lan; vì vậy Thatcher được điều vào nhiệm vụ Tuần tra Trung lập cùng các hoạt động huấn luyện ngoài khơi bờ Đông và vùng vịnh Mexico suốt mùa Hè năm 1940.
Bước ngoặt đáng kể của chiến tranh xảy ra khi Pháp thua trận vào tháng 6 năm 1940. Lực lượng tàu khu trục của Anh chịu tổn thất đáng kể sau thảm họa của chiến dịch Na Uy và việc triệt thoái khỏi Dunkirk, càng bị dàn mỏng hơn nữa sau khi Ý chính thức tham chiến theo phe Trục. Thủ tướng Winston Churchill đã phải cầu viện đến sự giúp đỡ của Hoa Kỳ, và Tổng thống Franklin D. Roosevelt đã đáp ứng khi đề nghị chuyển cho Anh 50 tàu khu trục "quá hạn" theo Thỏa thuận đổi tàu khu trục lấy căn cứ, đổi lấy quyền thuê lại trong 99 năm các căn cứ chiến lược tại vùng Tây Bán Cầu. Theo đó, Thatcher được cho rút khỏi Đội khu trục 69 thuộc Hải đội Đại Tây Dương để chuyển cho Hải quân Hoàng gia Canada, vốn được phân bổ 6 trong số 50 tàu khu trục được chuyển giao. Nó cùng năm tàu chị em cùng lớp đi đến Halifax, Nova Scotia vào ngày 20 tháng 9, là nhóm tàu khu trục sàn phẳng thứ ba được chuyển giao. Chính thức xuất biên chế vào ngày 24 tháng 9 năm 1940, tên của Thatcherđược cho rút khỏi danh sách Đăng bạ Hải quân vào ngày 8 tháng 1 năm 1941.

### HMCSNiagara
Chiếc tàu khu trục được đổi tên thành HMCS Niagara (I57), theo thông lệ đặt tên các tàu khu trục Canada theo tên các con sông Canada, đồng thời do nguồn gốc từ Hoa Kỳ của nó, tên con tàu được đặt theo tên sông Niagara hình thành nên ranh giới giữa New York và Ontario. Nó rời Halifax vào ngày 30 tháng 11, hướng về phía Đông ngang qua St. John's, Newfoundland, và đi đến quần đảo Anh vào ngày 11 tháng 12. Vào đầu năm 1941, Niagara được phân về Đội hộ tống 4 trực thuộc Bộ chỉ huy tiếp cận phía Tây và đặt căn cứ tại Greenock, Scotland. Được chuyển sang Lực lượng Hộ tống Newfoundland sau đó, nó làm nhiệm vụ hộ tống vận tải cho đến mùa Hè 1941.
Trong giai đoạn này, nó từng tham gia vào việc chiếm giữ tàu ngầm U-boat U-570. Một máy bay ném bom Lockheed Hudson cất cánh từ Kaldaðarnes, 30 hải lý (56 km) về phía Đông Nam Reykjavík, Iceland, đã phát hiện ra U-570 đang chạy trên mặt nước ngoài khơi bờ biển Iceland vào ngày 27 tháng 8 năm 1941. Chiếc Hudson đã tấn công chiếc tàu ngầm bằng mìn sâu, gây hư hại đến mức nó không thể lặn xuống. Không lâu sau, thủy thủ Đức xuất hiện trên boong với một lá cờ trắng, dấu hiệu của việc chấp nhận đầu hàng. Không có khả năng bắt giữ tàu ngầm, chiếc máy bay đã phát tín hiệu vô tuyến yêu cầu trợ giúp. Niagara đi đến hiện trường lúc 08 giờ 20 phút ngày 28 tháng 8; thời tiết xấu thoạt tiên làm ngăn trở việc tiếp cận, nhưng đến 18 giờ 00 một đội đổ bộ của Niagara đã lên được chiếc U-570 và kéo chiếc tàu ngầm đi về Þorlákshöfn, Iceland. 43 thành viên thủy thủ đoàn của chiếc tàu ngầm bị bắt làm tù binh, và sau đó chiếc tàu ngầm U-boat được đưa vào phục vụ cùng Hải quân Hoàng gia Anh như là chiếc HMS Graph (P715).
Đến tháng 1 năm 1942, Niagara hộ tống chiếc tàu buôn Đan Mạch Triton bị hư hại do gặp bão tố ngoài biển quay về Belfast, Bắc Ireland an toàn. Sang tháng 3, nó cứu vớt những người sống sót từ chiếc tàu buôn Hoa Kỳ SS Independence Hall, vốn bị mắc cạn ngoài khơi đảo Sable, Nova Scotia và bị vỡ làm đôi. Một tháng sau, nó vớt hai xuồng đầy những người sống sót từ chiếc SS Rio Blanco bị đánh đắm do trúng ngư lôi từ tàu ngầm U-160 vào ngày 1 tháng 4 năm 1942 ở cách 40 hải lý (74 km) về phía Đông Cape Hatteras, North Carolina. Chiếc tàu khu trục sau đó được sửa chữa nồi hơi tại Pictou từ tháng 5 đến tháng 8 năm 1942 trước khi tiếp nối các hoạt động hộ tống vận tải ven biển giữa Halifax và New York cũng như tại khu vực Tây Đại Tây Dương. Một đợt tái trang bị khác tại Pictou diễn ra từ tháng 6 đến tháng 10 năm 1943, và nó lại tiếp tục các hoạt động hộ tống vận tải ven biển.
Niagara trở thành một tàu mục tiêu thực hành ngư lôi, thoạt tiên là tại Halifax và sau đó tại St. John, New Brunswick, từ mùa Xuân năm 1945 cho đến khi Thế Chiến II kết thúc vào giữa tháng 8 năm 1945. Được cho xuất biên chế vào ngày 15 tháng 9, Niagara bị bán để tháo dỡ vào ngày 27 tháng 5 năm 1946 và bị tháo dỡ không lâu sau đó.